# 大阪マーチャンダイズ・マートビル
大阪マーチャンダイズ・マートビル（おおさかマーチャンダイズ・マートビル）は、大阪府大阪市中央区大手前1丁目の大川沿いにある複合ビル。通称はOMMビル。京阪グループの京阪建物が保有・管理し、京阪ホールディングスの本社所在地でもある。
京阪電気鉄道天満橋駅の地上駅跡地に建ち、天満橋筋を挟んだ西隣に天満橋駅ビル（京阪シティモール）がある。いずれも橋梁の天満橋南詰に位置する。
横幅の長い壁のような外観が特徴的で、アメリカ合衆国イリノイ州シカゴ市のシカゴ川沿いにあるマーチャンダイズ・マートをモデルにしたとされる。なお、マーチャンダイズ・マートもウェルズ・ストリート駅跡地に建つ。

## 概要
1963年に、もともと天満橋駅（地上駅）が大阪側のターミナル駅だった京阪本線が、地下鉄御堂筋線の淀屋橋駅まで地下化・延伸した際、現在のOMMビルの場所にあった京阪の天満橋駅は天満橋筋を挟んだ西側に移転・地下化した。旧駅の跡地活用を検討していた京阪は大阪市の共同出資を得ることとなり、大阪市、京阪電鉄、竹中工務店などが出資する第三セクター「株式会社大阪マーチャンダイズ・マート」を1966年に設立。この会社によって、天満橋駅地上駅跡地にOMMビルが1969年竣工した。
地上22階、地下4階建。高さ78.0m。延べ床面積131,415.668m2。設計・施工は竹中工務店。新耐震基準と同等の耐震性を有する。竣工当時は西日本で最も高いビルだった。本ビルの建設目的は、船場などに密集していた問屋街が都市環境の変化とともに非効率的な施設となっていたことへの対応で、ビル内のフロアごとに同一業種の問屋を集積させて効率化を図った。
1989年に外装を現在の総マジックミラーガラス張りに改装している。大小の展示ホールが完備されており、各種展示会などに使用されている。
京阪ホールディングスの本社も当ビル内にあり、その他のオフィスも含め3,000人以上が就労している。地下1-2階は一般向けテナント（レストラン街、各種サービス、郵便局など）が入居。高層階には展望レストランがある（開業当時は回転レストランだった）。2001年頃まで、夏季は屋上（スカイガーデン）を利用したビアガーデンを営業していたが、近年は行っていない。芝生やデッキが整備された庭園として、10時から20時まで無料で開放されていたが、現在は展望レストラン部分は「プレミアムオフィス」、スカイガーデンは「プレミアムオフィス専用庭園」としてオフィステナントを募集している。正面玄関前には「商業の神様」であるマーキュリーの像が立つ。
天満橋駅と地下2階から地下通路で連絡している。大川に面したビル北側にアクアライナーの天満橋港があったが、2008年3月29日、天満橋駅北出入口に八軒家浜船着場が完成・移設した。
2015年（平成27年）5月29日、京阪電鉄が、竹中工務店などが保有していた運営会社「株式会社大阪マーチャンダイズ・マート」の株式を取得し、同社を京阪の完全子会社とした。京阪では、今後大規模な再開発を検討するとしている。2016年（平成28年）4月1日、京阪建物株式会社に商号を変更した。

## フロアマップ
- 22F - PREMIUM OFFICE
- 21F - PREMIUM OFFICE専用庭園
- 4F-20F - テナント、貸会議室（うち9・10階は京阪ホールディングスの本社がある）
- 3F - 事務所、病院
- 2F - 展示ホール[8]
- 1F - エントランス、貸会議室
- B1F - 郵便局、各種テナント
- B2F - レストラン街[8]、各種テナント、天満橋駅連絡通路[8]
- B3F - 駐車場
- B4F - 倉庫[8]

## 交通
- 天満橋駅 （京阪本線・京阪中之島線・地下鉄谷町線） - 地下通路にて直結

2003年まで、京阪本線天満橋駅に到着時の車内放送では「天満橋、OMMビル・松坂屋前です」とアナウンスされていた（地下鉄は「松坂屋前」のみ）。

## 周辺
- 天満橋
- 京阪シティモール
- 京阪キャッスルホテル
- アクアライナー 天満橋港
- 天満橋交差点 - 土佐堀通と天満橋筋・谷町筋の交差点